# Мас (Белуно)
Мас је насеље у Италији у округу Белуно, региону Венето.
Према процени из 2011. у насељу је живело 921 становника. Насеље се налази на надморској висини од 372 м.